# 翁家喜楽
翁家 喜楽（おきなや きらく、1936年4月5日 - ）は、落語芸術協会所属の太神楽曲芸師。本名∶下田 禮男。

## 経歴
1946年1月 二代目翁家和楽に師事。1948年、弟子5人で小若連を結成。
1954年に翁家トリオ結成。1970年、キャンディーボーイズに参加。1978年にフジTV演芸大賞部門賞と文化芸術祭賞を受賞。1992年1月にキャンディーボーイズを脱退し9月に娘・翁家喜乃とコンビを組む。2002年より喜乃が休業し、翁家小和とコンビを組むが2012年より再び喜乃とコンビを組んでいる。

## 芸歴
- 1946年1月∶二代目翁家和楽に入門。
- 1954年∶翁家トリオ結成。
- 1970年∶キャンディーボーイズに参加。
- 1992年
  - 1月∶キャンディーボーイズを脱退。
  - 9月∶娘・翁家喜乃とコンビを組む。
- 2002年∶翁家小和とコンビを組む。
- 2012年∶翁家喜乃と再度コンビを組む。